# La Sixième Extinction : comment l'Homme détruit la vie
Pour les articles homonymes, voir La Sixième Extinction (homonymie).
La Sixième Extinction : comment l'Homme détruit la vie (titre de l'ouvrage original : The Sixth Extinction: An Unnatural History, littéralement « La Sixième Extinction : Une histoire contre-nature ») est un ouvrage d'Elizabeth Kolbert paru en 2014 qui défend l'idée selon laquelle une sixième extinction moderne, provoquée par l'homme, est en cours actuellement. E. Kolbert rappelle les précédents événements d'extinction de masse auxquels elle compare les extinctions accélérées et généralisées de notre époque. Elle évoque de nombreuses espèces éteintes du fait de l'activité humaine. L'auteur a reçu le prix Pulitzer de l'essai pour le livre en 2015. 
Le livre s'adresse au grand public et prend la forme d'une enquête qui mêle le récit des voyages de l'auteur dans diverses régions du monde et des interviews de scientifiques, de chercheurs et de guides ; il ne prend pas position, le ton reste objectif. L'auteur montre les effets de la sixième d'extinction de masse sur la flore et la faune dans plusieurs lieux comme la forêt tropicale panaméenne, la Grande Barrière de corail, les Andes, l'atoll de Bikini, les zoos des villes ainsi que son propre jardin. Après avoir examiné les perspectives dominantes sur la question dans les publications scientifiques évaluées par les pairs, Kolbert estime que 20 à 50 % « de toutes les espèces vivantes sur terre » pourraient disparaître d'ici la fin du XXIe siècle,,,,,.

## Rôle de l'Homme dans la sixième extinction
Kolbert rapproche la méconnaissance actuelle de l'extinction en cours et l'ignorance qui a perduré pendant des siècles dans les milieux scientifiques concernant les extinctions de masse préhistoriques. On croyait autrefois qu'il n'y avait pas de forces naturelles suffisamment puissantes pour provoquer de tels événements. Notre époque est, elle, dans le déni. Cependant des études scientifiques ont montré que le comportement humain perturbe les systèmes équilibrés et interconnectés de la Terre, « mettant notre propre survie en danger ». Les systèmes terrestres actuellement affectés sont l'atmosphère globale, le cycle de l'eau, l'absorption de chaleur par l'océan, l'acidification des océans (et son effet sur les récifs coralliens), l'humidité du sol et les conditions de sécheresse, la destruction des plantes par les ravageurs ou la faune non indigène ou la chaleur excessive, etc. 
Les espèces confrontées à ces bouleversements provoqués par l'homme n'ont pas la capacité de migrer vers de nouveaux habitats convenables avant les changements écologiques rapides actuels ou sont entravées par des barrières artificielles telles que les routes, les paysages urbains et l'étalement urbain, qui augmentent la discontinuité entre les habitats viables à travers le monde,,,,.

## Contexte de rédaction du livre
Elizabeth Kolbert est rédactrice scientifique au magazine The New Yorker, après avoir été journaliste au New York Times,. Elle est l'auteur de plusieurs livres, notamment de Field Notes from a Catastrophe. Elle est préoccupée par les effets que l'Homme produit sur les écosystèmes de notre planète. 
La décision de Kolbert d'écrire ce livre a été influencée par un article de 2008 de la National Academy of Sciences, intitulé « Sommes-nous au milieu de la sixième extinction de masse ? Le monde des amphibiens ». Par la suite, E. Kolbert a écrit un article pour The New Yorker (portant le même titre que son futur livre), The Sixth Extinction?. Le travail entrepris pour cet article a impliqué d'aller à la recherche d'amphibiens au Panama. Elle s'est dit alors : « Je suis restée à la surface, il y a un livre à faire sur le sujet,. »
À la suite de la parution de l'ouvrage, Kolbert a été interviewée par de très nombreux médias,,,,.

## Résumé des chapitres

### Chapitre 1: La sixième extinction

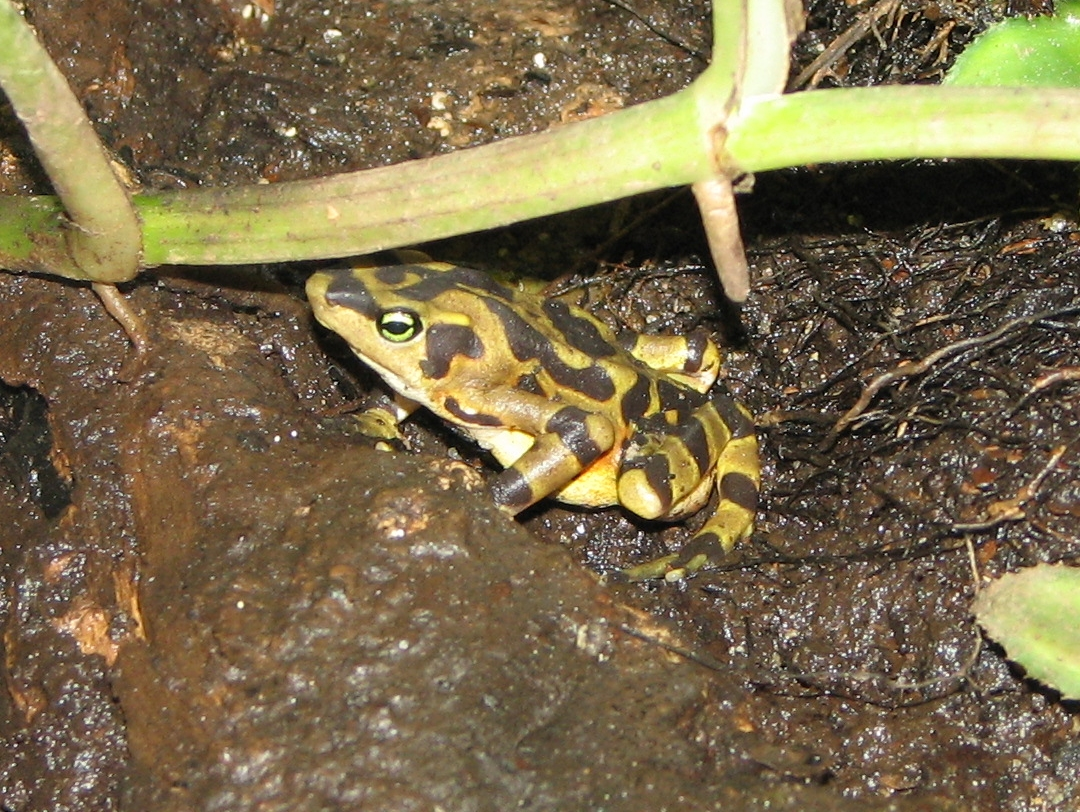
Grenouille dorée du Panama.

Les amphibiens sont sur Terre depuis plus longtemps que les mammifères ou les oiseaux ; ils étaient même là avant les dinosaures. Les ancêtres des grenouilles sont sortis de l'eau il y a 400 millions d'années environ. Les grenouilles, apparues il y a près de 250 millions d'années, étaient les premières représentantes de ce qui allait devenir les ordres d'amphibiens modernes. Il y a dix ans, les grenouilles dorées panaméennes étaient nombreuses et faciles à trouver autour du Panama. Leur taux d'extinction en augmentation dépasse de loin le Taux normal d'extinction attendu, et permet d'anticiper une extinction catastrophique.
Des études menées par le parc zoologique national de Washington et un mycologue de l'université du Maine ont identifié la raison de la mortalité accrue des grenouilles panaméennes : il s'agit d'un type de champignon chytrides, nommé Bd, qui provoque la chytridiomycose chez certains amphibiens. Cependant, les champignons Chytrides ne se trouvent pas naturellement au Panama ; comment sont-ils arrivés là ? L'enquête qui retrace le parcours du champignon pointe le rôle déterminant de l'Homme dans ce trajet. Kolbert présente la relation grenouille-champignon comme emblématique de la manière dont les humains introduisent des espèces envahissantes, là où les espèces indigènes auraient normalement la bonne distribution d'allèles pour subsister dans leur environnement.

### Chapitre 2: Les molaires du mastodonte
La découverte de fossiles du mastodonte américain (Mammut americanum) au XIXe siècle a permis à Georges Cuvier de comprendre la notion d'extinction des espèces. D'après Cuvier, rien n'expliquait l'extinction de ce mastodonte : l'animal était assez gros pour éviter la prédation, il avait des dents assez grandes pour consommer un régime abrasif et avait d'autres phénotypes qui auraient dû augmenter ses chances de survie.
Cuvier a conclu qu'il devait y avoir eu des catastrophes naturelles soudaines et violentes qui avaient provoqué des extinctions massives d'espèces viables. L'extinction du mastodonte apparaît chez Kolbert comme le symbole des extinction causées par des catastrophes. Kolbert observe que Cuvier ne réalise pas que la "catastrophe naturelle" qui a mis fin au mastodonte était... l'humain.

### Chapitre 3: Le pingouin d'Islande
Dans ce chapitre, l'auteure explore d'autres hypothèses énoncées par les scientifiques du XIXe siècle, comme celle du géologue Charles Lyell qui, contrairement à Cuvier, ne trouvait aucune trace de cataclysmes, et voyait dans les paysages de son époque le résultat d'un processus progressif étendu sur des millénaires. Lyell nie l'évolution et affirme que toutes les catégories d'animaux ont existé en tout temps. Il admet l'extinction d'espèces mais d'une part, s'opposant aux catastrophes de Cuvier, il pense qu'elle se produit très lentement ; d'autre part, il croit qu'une espèce éteinte peut bien réapparaître si les conditions lui sont favorables.

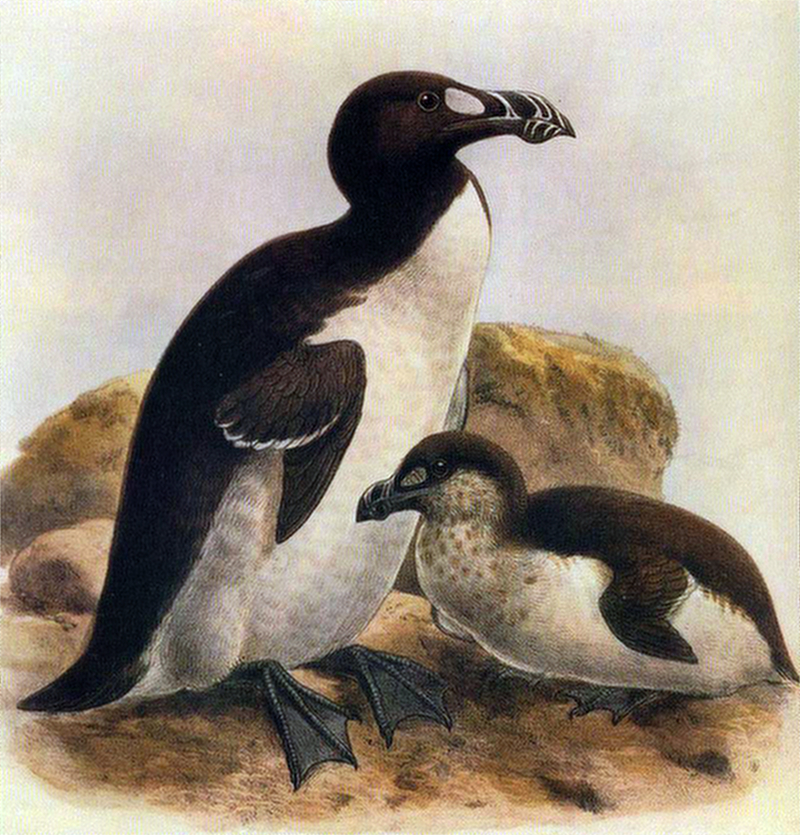
Grand Pingouin.

Kolbert évoque également les idées de Charles Darwin concernant l'extinction des espèces, idées qui s'inscrivent dans le cadre plus large de la théorie darwinienne de la sélection naturelle. Selon Darwin, l'apparition et l'extinction des espèces s'expliquent par « une lutte pour l'existence qui récompense les plus aptes et élimine ceux qui le sont moins ». Comme  Charles Lyell, qui a exercé sur lui une certaine influence, Charles Darwin pense que « l'extinction de tout un groupe d'espèce doit être beaucoup plus lente que sa production », ce qui rendrait selon lui le phénomène impossible à observer. Cette supposition sera pourtant contredite par la disparition brutale de certaines espèces, déjà à son époque, comme celle du grand pingouin.
Kolbert utilise cette espèce comme un symbole illustrant les extinctions causées par la surexploitation humaine.  Le grand pingouin était un grand oiseau incapable de voler qui vivait dans l'hémisphère nord. Il avait un grand bec finement rainuré. Lorsque les premiers colons sont arrivés en Islande, la population de pingouins était probablement de plusieurs millions. Cependant, les colons ont trouvé que les pingouins étaient « de la viande très bonne et nourrissante ». Ils utilisaient également leurs corps huileux pour le carburant et les appâts pour poissons, et leurs plumes pour le rembourrage des matelas.
Malgré les tentatives de protection de l'espèce, en 1844, les derniers pingouins ont été tués.

### Chapitre 4: La malchance des ammonites

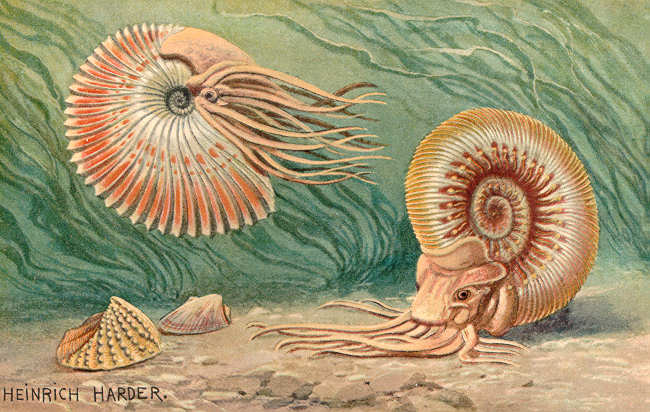
Ammonites.

Kolbert explique que pour la plupart des espèces, la cause principale de l'extinction Crétacé-Paléogène n'était pas l'impact de l'astéroïde de Chixculub lui-même, mais les débris brûlants créés par l'impact, qui ont incinéré tout ce qui se trouvait sur leur passage. Cependant, une classe d'animaux a disparu à ce moment en raison d'autres effets de l'impact de l'astéroïde, ce sont les ammonites : incapables de se mouvoir à leur naissance, les toutes jeunes ammonites se laissent flotter à la surface de l'eau, qui était alors devenue tellement toxique que ces mollusques n'ont pu survivre.
Même si les ammonites étaient adaptées à leur environnement, une modification a suffi pour rendre inutiles des traits qui auraient pu être avantageux.

### Chapitre 5: Bienvenue dans l'Anthropocène
Kolbert utilise l'extinction des graptolites (animaux semblables à des polypes de coraux) pour décrire la glaciation comme mécanisme d'extinction. Lorsque les niveaux de dioxyde de carbone dans l'air sont élevés, il y a généralement une augmentation des températures et du niveau de la mer. Juste au moment où les graptolites ont disparu, les niveaux de dioxyde de carbone ont chuté. Les températures ont connu une forte baisse et le niveau de la mer a fortement diminué aussi. La glaciation (appelée glaciation de l'Ordovicien supérieur) a provoqué un changement dans la composition chimique de l'océan, qui a eu un impact dévastateur sur les formes de vie (c'est l'extinction Ordovicien-Silurien). Kolbert déclare qu'aujourd'hui l'activité humaine provoque des changements d'une ampleur comparable à celle d'une glaciation.
L'humanité a transformé entre un tiers et la moitié de la surface terrestre de la planète. Nous avons endigué la plupart des grands fleuves du monde, les niveaux accrus d'azote sont plus élevés que ce qui peut être fixé naturellement par les écosystèmes terrestres, nous avons utilisé plus de la moitié des eaux de ruissellement d'eau douce facilement accessibles dans le monde, éliminé plus d'un tiers des producteurs primaires des eaux côtières des océans, et avons changé la composition de l'atmosphère par la déforestation et l'utilisation de combustibles fossiles .

### Chapitre 6: La mer qui nous environne
Depuis le début de la révolution industrielle, l'augmentation des niveaux de dioxyde de carbone dans l'atmosphère obéit à un rythme alarmant. Des études montrent que nous avons ajouté environ 365 milliards de tonnes de CO2 en brûlant des combustibles fossiles, et 180 autres milliards de tonnes en raison de la déforestation. Nous ajoutons 9 autres milliards de tonnes environ par an, un montant qui augmente de 6 pour cent par an. Nous avons porté la concentration de dioxyde de carbone dans l'air à un niveau plus élevé qu'au cours des derniers millions d'années. Une partie de ce dioxyde de carbone est absorbée par nos océans pour créer de l'acide carbonique. Cela abaisse le pH de l'océan et tue une grande partie de notre vie marine.
Pour Kolbert, le déclin drastique des formes de vie autour du château aragonais est un signe avant-coureur de ce qui adviendra si nous continuons à augmenter les niveaux de dioxyde de carbone dans l'atmosphère.

### Chapitre 7: L'acidification des océans

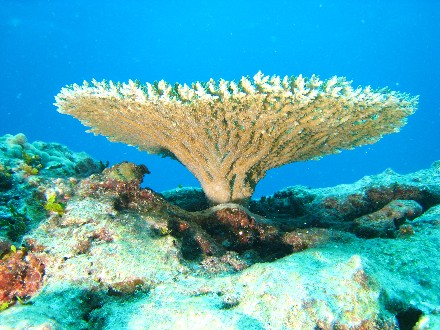
Table d'Acropora, des coraux durs.

Les récifs coralliens abritent des milliers d'espèces en leur fournissant nourriture et protection. De nombreuses espèces ont ainsi co-évolué avec les coraux. En raison de l'acidification des océans, il est très possible que les coraux disparaissent d'ici la fin du siècle. Avant la révolution industrielle, les récifs sous-marins avaient un degré de saturation en aragonite (minéral composé de carbonate de calcium, qui entre dans la constitution du squelette des récifs coralliens) compris entre 4 et 5.
Cependant, si les intensités d'émission restent à leur niveau actuel, d'ici 2060, il n'y aura plus de région où cet état de saturation en aragonite soit supérieur à 3,5 ; en effet, l'aragonite se dissout au-delà d'une certaine acidité de l'eau. Les coraux ne pourront plus assurer leur bio-calcification et se développer. Ils devront dépenser plus d'énergie pour leur calcification or cette énergie leur est vitale pour faire face aux espèces marines qui les rongent et à l'érosion (due aux vagues et aux tempêtes). Ainsi, l'acidification des océans est un mécanisme d'extinction.

### Chapitre 8: La forêt et les arbres
Les espèces ont survécu dans le passé à de nombreux changements climatiques, parce qu'elles ont migré vers de nouvelles zones. Le réchauffement climatique actuel risque d'être trop rapide, ne permettant pas aux espèces de s'adapter à cette perturbation majeure. 
Le réchauffement est le plus souvent considéré comme une menace pour les espèces qui dépendent de la glace et qui pourraient être conduites à l'extinction. Cependant, Kolbert montre que les pôles ne sont pas les seuls endroits touchés par le réchauffement climatique et que d'autres régions ayant une biodiversité beaucoup plus élevée, comme les forêts tropicales, sont aussi touchées. Elle discute des travaux de scientifiques qui ont utilisé des mesures de la relation aire-espèces (en) pour modéliser les effets possibles du réchauffement climatique.

### Chapitre 9: Les îles sur la terre ferme

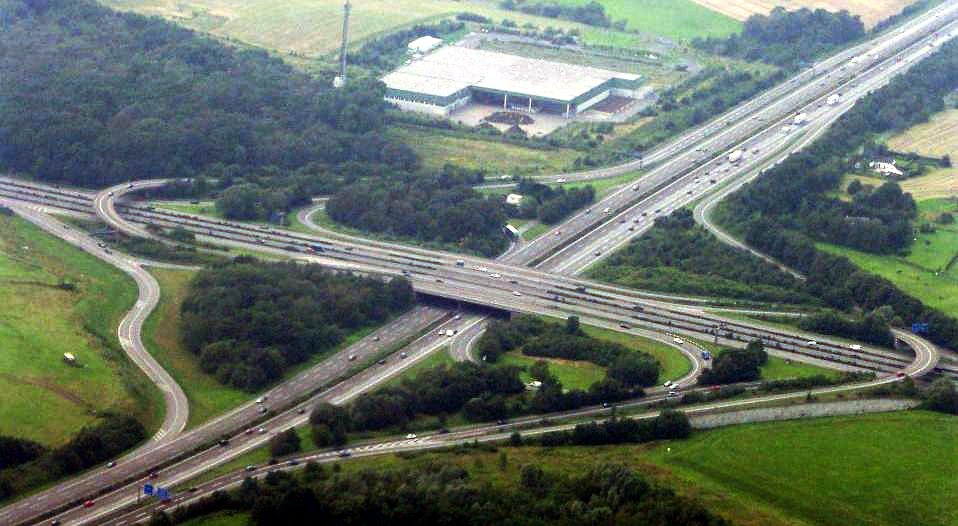
Les bretelles routières constituent des « îlots » et sont des facteurs de fragmentation de l'habitat pour les espèces vivantes

Kolbert souligne comment tout dans la vie est interconnecté et discute de l'importance de la dynamique des patchs (des parcelles). Au fil du temps, la fragmentation des zones environnementales conduit à une diminution du nombre d'espèces dans une zone. 
L'observation des populations d'espèces vivant dans des îles donne une idée de ce qui se passe quand on fragmente l'habitat. La biodiversité tend à se réduire dans les îles. En effet, les petites populations sont plus vulnérables aux aléas, en raison de leur faible effectif de départ, et de leur spécialisation élevée qui les rend impropres à changer d'environnement. La déconnexion des îles les rend plus difficiles d'accès pour les espèces qui ne peuvent pas toujours les recoloniser. Un chercheur décrit cela comme « un parcours du combattant pour la dispersion de la biodiversité »:189. Kolbert explique qu'un changement mineur peut provoquer un effet domino dans divers systèmes écologiques,,.

### Chapitre 10: La Nouvelle Pangée
Kolbert explique qu'il existe une « course aux armements évolutive » (en), dans laquelle chaque espèce doit être équipée pour se défendre contre ses prédateurs potentiels et doit être plus en forme que ses concurrents. Une espèce n'a aucune défense si elle rencontre un nouveau champignon, virus ou bactérie. Cela peut être extrêmement mortel, comme ce fut le cas pour les chauves-souris américaines tuées par le champignon psycrophile Geomyces destructans. Un autre exemple de cela s'est produit dans les années 1800. Le châtaignier d'Amérique était l'arbre à feuilles caduques dominant dans les forêts de l'est de l'Amérique. Ensuite, un champignon (Cryphonectria parasitica) a provoqué la brûlure du châtaignier. C'était presque 100 pour cent mortel. Ce champignon a été involontairement importé aux États-Unis par les humains.
Kolbert montre ensuite que le commerce mondial et les voyages créent une Pangée virtuelle (comme un supercontinent), dans laquelle des espèces de toutes sortes sont redistribuées au-delà des barrières géographiques historiques. Cela renforce l'idée du premier chapitre selon laquelle les espèces invasives sont un mécanisme d'extinction.

### Chapitre 11: L'échographie du rhinocéros

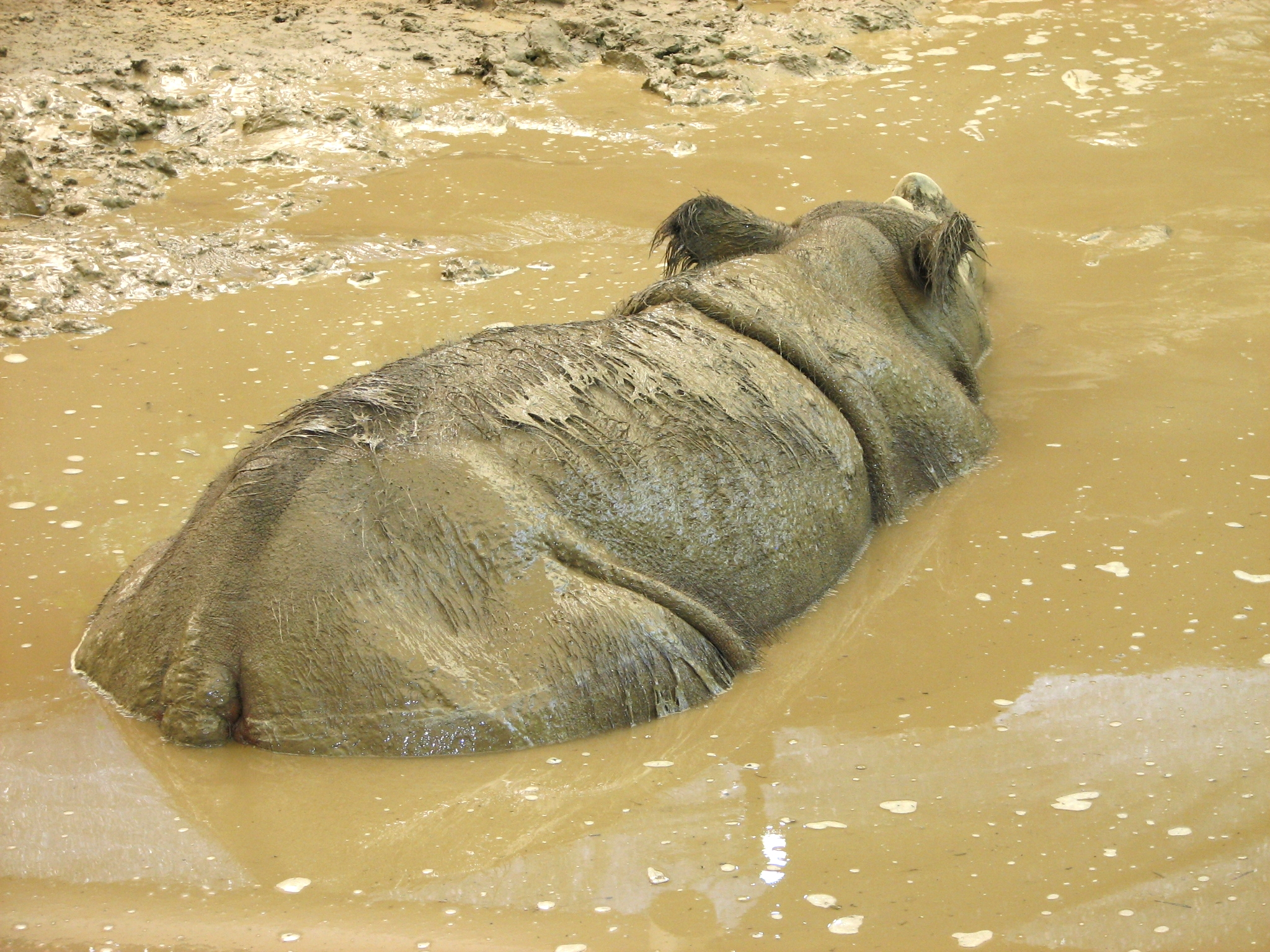
Rhinocéros de Sumatra.

Les rhinocéros de Sumatra étaient autrefois si nombreux qu'ils étaient considérés comme des animaux nuisibles, car ils détruisaient les récoltes. Cependant, à mesure que les forêts d'Asie du Sud-Est ont été abattues, l'habitat du rhinocéros s'est fragmenté. Dans les années 1900, la population de rhinocéros n'était plus que de quelques centaines. Un programme d'élevage en captivité a été mis en place ; ce fut un échec, il a fallu des décennies avant qu'un seul bébé naisse, et le programme a entraîné la mort de plusieurs rhinocéros. Aujourd'hui, il ne reste plus qu'une quarantaine de rhinocéros de Sumatra , l'espèce étant maintenue en quelque sorte, grâce aux mesures de conservation, en survie artificielle.
E. Kolbert utilise cette espèce de rhinocéros pour illustrer l'idée de la fragmentation de l'habitat comme un autre mécanisme d'extinction.

### Chapitre 12: Le gène de la folie
L'Europe a accueilli les Néandertaliens (Homo neanderthalensis) pendant au moins 100 000 ans. Puis, il y a environ 30 000 ans, les Néandertaliens ont disparu. Les archives fossiles montrent que les humains modernes (Homo sapiens) sont arrivés en Europe il y a 40 000 ans. Grâce au séquençage moléculaire, les scientifiques ont découvert qu'il y a 1 à 4 % d'ADN de l'Homme de Néandertal chez tous les humains non africains actuels. Cela indique que Homo sapiens et Homo neanderthalensis se sont croisés et que les hybrides issus de ces unions se sont reproduits.
Kolbert déclare qu'il y a toutes les raisons de croire que les Néandertaliens existeraient encore s'ils n'avaient pas rencontré Homo sapiens (reprenant l'hypothèse selon laquelle Homo sapiens aurait exterminé les Néandertaliens). Les différences entre les deux espèces pourraient être liées au désir de domination et d'expansion d'Homo sapiens — ce que Kolbert appelle le gène de la folie.

### Chapitre 13: Conclusion
Kolbert espère dans les capacités de changement de l'humanité, et souligne divers efforts pour conserver ou préserver les espèces. Elle affirme que nous décidons actuellement des voies évolutives qui seront fermées à jamais, et de celles qui peuvent être laissées ouvertes pour s'épanouir.

## Sources
Certaines sources du livre incluent The Song of the Dodo de David Quammen, The Ghost With Trembling Wings de Scott Weidensaul et les rapports d' Edward O. Wilson, un biologiste. Les études pionnières du naturaliste Georges Cuvier et du géologue Charles Lyell sont également utilisées. Le titre du livre est similaire à un titre de livre de 1995, The Sixth Extinction: Patterns of Life and the Future of Humankind de Richard Leakey et Roger Lewin. Sont également inclus des extraits d'entretiens avec un écologiste forestier, le scientifique atmosphérique Ken Caldeira, des experts de la faune sauvage et de la conservation, un géologue moderne. L'auteur cite des recherches sur les champignons en Nouvelle-Angleterre et dans l'État de New York,.

## Réception critique
À sa sortie, l'ouvrage est chroniqué dans le New York Times par Al Gore, qui le décrit comme "méticuleusement documenté et bien écrit". En 2016, Robert McCrum inclut ce livre dans une liste des "100 best nonfiction books" pour The Guardian.

### Réception critique en France
National Geographic dans son édition française, Le Point, Le Figaro, Le Monde, Télérama, réservent un accueil positif au livre paru en traduction en 2015.
Libération cependant se montre critique, citant les objections de Stewart Brand ; Books donne également la parole à Stewart Brand qui nie la gravité de la sixième extinction.

## Prix et distinctions
- Finaliste du National Book Critics Circle Award (General Nonfiction) 2014[48]
- 2014, Library Journal Top Ten Book[49]
- Prix du livre du Massachusetts 2015, non-fiction[50]
- Prix Pulitzer 2015 de la non-fiction générale[51]

### Autre
Bill Gates a mis le livre sur sa liste de lecture d'été 2014.